# Pic Alt del Cubil
Pic Alt del Cubil – szczyt górski w Pirenejach Wschodnich. Administracyjnie położony jest w Andorze, w parafii Encamp. Wznosi się na wysokość 2833 m n.p.m.
Na północny zachód od szczytu usytuowany jest Tossal de la Llosada (2548 m n.p.m.), na zachód Alt del Griu (2874 m n.p.m.), natomiast na południowym zachodzie położony jest Pic dels Pessons (2858 m n.p.m.). W odległości około 4 km na południe i na wschód przebiega granica Andory z Hiszpanią. W pobliżu Pic Alt del Cubil (około 2 km na wschód) położona jest miejscowość Grau Roig. Nieco na północ od szczytu swoje źródła ma strumień Riu del Cubil.